# Роберт Австрійський-Есте
Роберт Австрійський-Есте (повне ім'я: Роберт Карл Людвіг Максиміліан Міхаель Марія Антон Франц Фердинанд Йозеф Отто Губерт Георг Пій Йоганн Маркус д'Авіано; 8 лютого 1915, Відень, Австро-Угорщина — 7 лютого 1996, Базель, Швейцарія) — другий син останнього австро-угорського імператора Карла I Габсбурга та Зіти Бурбон-Пармської. Мав титул ерцгерцога Австрії-Есте.

## Життєпис

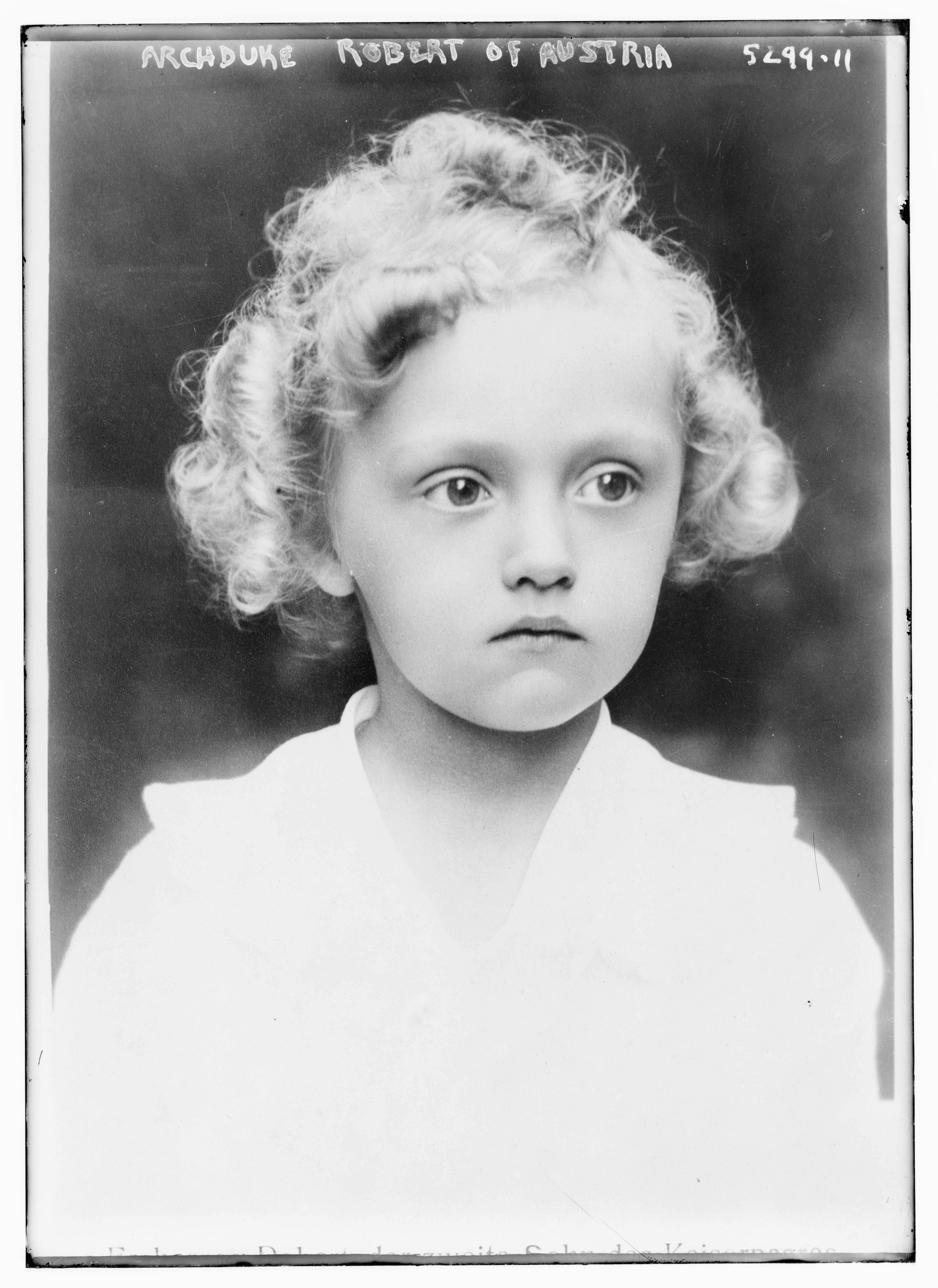
Ерцгерцог Роберт у дитячому віці

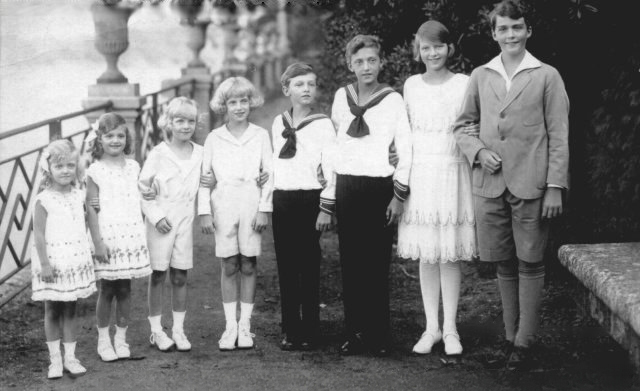
Діти Карла I та Зіти Бурбон-Пармської. Ерцгерцог Роберт третій справа. Фотографія близько 1926 року

Ерцгерцог Роберт народився в палаці Шенбрунн у Відні 8 лютого 1915 року.
У травні 1917 року імператор Карл I, батько Роберта, надав йому титул ерцгерцога Австрії-Есте. Попереднім володарем цього титулу був наступник австро-угорського престолу Франц Фердинанд.
Після розпаду Австро-Угорщини перебував у вигнанні у Швейцарії, на острові Мадейра, в Іспанії. 1929 року родина переїхала до Бельгії. Там ерцгерцог навчався в коледжі Сен-Мішель, потім — у Лувенському університеті. 
1940 року, після німецького вторгнення в Бельгію, родина переїхала до Канади. У роки Другої світової війни Роберт намагався створити в Лондоні австрійський уряд у вигнанні, який мав представляти інтереси окупованої нацистами Австрії.
Після завершення Другої світової війни Роберт та його старший брат Отто приїхали до Австрії, в землю Форарльберг, однак незабаром їм довелося виїхати з країни.
У вигнанні ерцгерцог Роберт працював банкіром та публіцистом.
28 грудня 1953 року в Бру у Франції одружився з Маргаритою ді Савоя-Аоста — дочкою Амадео, герцога Аостського, та принцеси Анни Орлеанської. У шлюбі народилося п'ятеро дітей:
- Марія Беатрікс (нар. 11 грудня 1954);
- Лоренц Отто (нар. 16 грудня 1955), чоловік принцеси Астрід — дочки бельгійського короля Альберта II;
- Ґергард (нар. 30 жовтня 1957);
- Мартін Карл Амадео Марія (нар. 21 грудня 1959);
- Ізабелла (нар. 2 березня 1963).

Ерцгерцог Роберт помер 7 лютого 1996 року в Базелі, Швейцарія. Похований у родинному склепі в монастирі Мурі.